# Комаровка (Кобелякский район)
Комаровка (укр. Комарівка) — село,
Чорбовский сельский совет,
Кобелякский район,
Полтавская область,
Украина.
Код КОАТУУ — 5321887504. Население по переписи 2001 года составляло 141 человек.

## Географическое положение
Село Комаровка находится на левом берегу реки Ворскла,
выше по течению на расстоянии в 4,5 км расположено село Кустоловы Кущи,
ниже по течению на расстоянии в 5,5 км расположен город Кобеляки,
на противоположном берегу — сёла Гали-Горбатки, Лещиновка и Куновка.
К селу примыкает лесной массив. Вокруг села много небольших озёр.